# Florida, Missouri
Florida är ett litet samhälle i Monroe County i nordöstra Missouri, USA. Florida har 5 invånare (2020). Florida är mest känt för att vara författaren Mark Twains födelseplats.